# Jungfrulinmott
Jungfrulinmott (Pempelia palumbella) är en fjärilsart som först beskrevs av Michael Denis och Ignaz Schiffermüller 1775.  Jungfrulinmott ingår i släktet Pempelia, och familjen mott. Arten är reproducerande i Sverige.